# Velimir Radman
Velimir Radman (Banja Luka, 28. svibnja 1983.) je hrvatski nogometaš. 

## Karijera
Radman je prošao omladinsku školu u Rijeci. Sezone 2002./03. bio je na posudbi u Opatiji, a iduće se vraća u Rijeku. Bio je član momčadi Rijeke koja je dvaput zaredom osvajala Hrvatski kup, sezona 2004./05. i 2005./06. Bio je prvi vratar kluba. 2010. odlazi u grčki Panserraikos F.C.
Radman je također nastupao i za hrvatsku reprezentaciju do 21. 

## Vanjske poveznice
- Profil na službenoj stranici HNK Rijeke  Arhivirana inačica izvorne stranice od 4. veljače 2009. (Wayback Machine)
- Profil na HNL statistici